# Puccinia intermixta
Puccinia intermixta ist eine Ständerpilzart aus der Ordnung der Rostpilze (Pucciniales). Der Pilz ist ein Endoparasit des Korbblütlers Iva axillaris. Symptome des Befalls durch die Art sind Rostflecken und Pusteln auf den Blattoberflächen der Wirtspflanzen. Sie ist in weiten Teilen Nordamerikas verbreitet.

## Merkmale

### Makroskopische Merkmale
Puccinia intermixta ist mit bloßem Auge nur anhand der auf der Oberfläche des Wirtes hervortretenden Sporenlager zu erkennen. Sie wachsen in Nestern, die als gelbliche bis braune Flecken und Pusteln auf den Blattoberflächen erscheinen.

### Mikroskopische Merkmale
Das Myzel von Puccinia intermixta wächst wie bei allen Puccinia-Arten interzellulär und bildet Saugfäden, die in das Speichergewebe des Wirtes wachsen. Ihre Spermogonien wachsen beidseitig auf den Wirtsblättern. Die überwiegend blattunterseitig wachsenden Aecien der Art sind gelb, halbkugelig und reißen unregelmäßig auf. Sie besitzen 19–30 × 16–25 µm große, für gewöhnlich kugelige bis ellipsoide und fast hyaline Aeciosporen mit warziger Oberfläche. Uredien bildet der Pilz nicht aus. Die blattunterseitig und an Stängeln wachsenden Telien der Art sind schwarzbraun, kompakt und unbedeckt. Die tief goldenen bis klar kastanienbraunen Teliosporen sind zweizellig, in der Regel ellipsoid bis breit-ellipsoid und 32–42 × 20–26 µm groß. Ihre Stiele sind farblos.

## Verbreitung
Das bekannte Verbreitungsgebiet von Puccinia intermixta reicht von Manitoba und Alberta in Kanada bis Kalifornien und New Mexico in den USA.

## Ökologie
Die Wirtspflanze von Puccinia intermixta ist Iva axillaris. Der Pilz ernährt sich von den im Speichergewebe der Pflanzen vorhandenen Nährstoffen, seine Sporenlager brechen später durch die Blattoberfläche und setzen Sporen frei. Die Art durchläuft einen Entwicklungszyklus mit Spermogonien, Aecien und Telien, vollzieht aber keinen Wirtswechsel.

## Taxonomie
Die Art wurde 1879 durch Peck erstbeschrieben. 